# František Horák (kynolog)
František Horák (13. června 1909 Choťovice – 1997?) byl nejznámější český kynolog, který vyšlechtil českého teriéra a českého strakatého psa, podílel se na vzniku českého horského psa. Pracoval po mnoho let jako asistent Československé Akademie věd a získané poznatky uplatnil při šlechtění psů.